# In Stereo
In Stereo – debiutancki album studyjny fińskiego zespołu muzycznego Bomfunk MC’s, wydany 2 czerwca 1999 roku przez Sony Music Entertainment.

## Lista utworów
Źródło: Discogs
| Nr  | Tytuł                                         | Długość |
| --- | --------------------------------------------- | ------- |
| 1.  | „Uprocking Beats”                             | 3:41    |
| 2.  | „Other Emcee’s”                               | 3:48    |
| 3.  | „B-Boys & Flygirls”                           | 3:15    |
| 4.  | „Freestyler”                                  | 5:06    |
| 5.  | „Rocking, Just to Make Ya Move”               | 3:45    |
| 6.  | „Sky’s the Limit” (feat. Kärtsy)              | 3:58    |
| 7.  | „Stir up the Bass”                            | 3:36    |
| 8.  | „Fashion Styley” (feat. Mr. B from Bu Bu man) | 4:40    |
| 9.  | „1,2,3,4” (feat. J.A.K. from the Cool Sheiks) | 4:05    |
| 10. | „Rock, Rocking tha Spot”                      | 3:13    |
| 11. | „In Stereo”                                   | 4:47    |
| 12. | „Uprocking Beats” (JS 16 Sound Design)        | 5:01    |
| 13. | „B-Boys & Flygirls” (DJ Gismo Goes Funky Mix) | 4:01    |
| 14. | „Spoken Word”                                 | 4:42    |

## Notowania na listach sprzedaży
| Kraj              | Lista (1999/2000/2001)                | Najwyższa pozycja | Certyfikat | Sprzedaż |
| ----------------- | ------------------------------------- | ----------------- | ---------- | -------- |
| Finlandia         | Top 40 Albums                         | 1                 | 2×platyna  | 134 610  |
| Norwegia          | Top 40 Albums                         | 2                 | złoto      |          |
| Szwecja           | Top 60 Albums                         | 6                 | złoto      |          |
| Węgry             | Top 40 album- és válogatáslemez-lista | 7                 | –          |          |
| Belgia (Flandria) | Ultratop 50 Albums                    | 11                | –          |          |
| Austria           | Alben Top 50                          | 11                | –          |          |
| Szwajcaria        | Alben Top 100                         | 12                | –          |          |
| Niemcy            | Albums Top 100                        | 13                | –          |          |
| Nowa Zelandia     | Top 50 Albums                         | 13                | złoto      |          |
| Polska            | OLiS                                  | 20                | złoto      |          |
| Belgia (Walonia)  | Ultratop 50 Albums                    | 21                | –          |          |
| Australia         | Top 50 Albums                         | 24                | złoto      |          |
| Wielka Brytania   | Albums Top 200                        | 33                | –          |          |
| Holandia          | Album Top 100                         | 35                | –          |          |
| Francja           | Top 75 Albums                         | 73                | –          |          |
| Europa            |                                       |                   | –          | 600 000+ |